# Trinere
Trinere Veronica Farrington, mais conhecida por Trinere (Miami, Flórida, 29 de Novembro de 1964) é uma cantora e compositora que foi muito influente no freestyle. Embora suas músicas não tenham obtido grande sucesso nas paradas músicais, com a maioria delas entrando apenas na parada de singles 12 polegadas mais vendidos dos Estados Unidos, hoje essas canções são considerados clássicos do gênero freestyle.

## Discografia

### Álbuns de Estúdio
- 1986: Trinere
- 1990: Forever Yours #68 E.U.A. R&B Albums
- 1991: Games
- 1992: Trinere's in the House!

### Singles
| Ano  | Single                              | Posições | Posições         | Álbum                   |
| Ano  | Single                              | EUA R&B  | EUA vendas dance | Álbum                   |
| ---- | ----------------------------------- | -------- | ---------------- | ----------------------- |
| 1984 | "I Know You Love Me"                | —        | —                | Trinere                 |
| 1985 | "All Night"                         | 68       | —                | Trinere                 |
| 1985 | "Can't Get Enough"                  | —        | —                | Trinere                 |
| 1986 | "I'll Be All You Ever Need"         | 32       | 5                | Trinere                 |
| 1986 | "How Can We Be Wrong"               | 69       | 15               | Trinere                 |
| 1986 | "I Know You Love Me" (relançamento) | 69       | —                | Trinere                 |
| 1987 | "They're Playing Our Song"          | 67       | 13               | Trinere                 |
| 1989 | "Can't Stop the Beat"               | —        | 46               | Greatest Hits           |
| 1990 | "I Wanted You"                      | 82       | —                | Forever Yours           |
| 1991 | "Games"                             | 75       | —                | Games                   |
| 1991 | "It's the Music"                    | —        | —                | Games                   |
| 1992 | "Alone at Last"                     | —        | —                | Trinere's in the House! |
| 1993 | "Rockin' to the Rhythm"             | —        | —                | Trinere's in the House! |
| 1996 | "When I Hear Music"                 | —        | —                | Celebrating 10          |